# Królewska Dolina

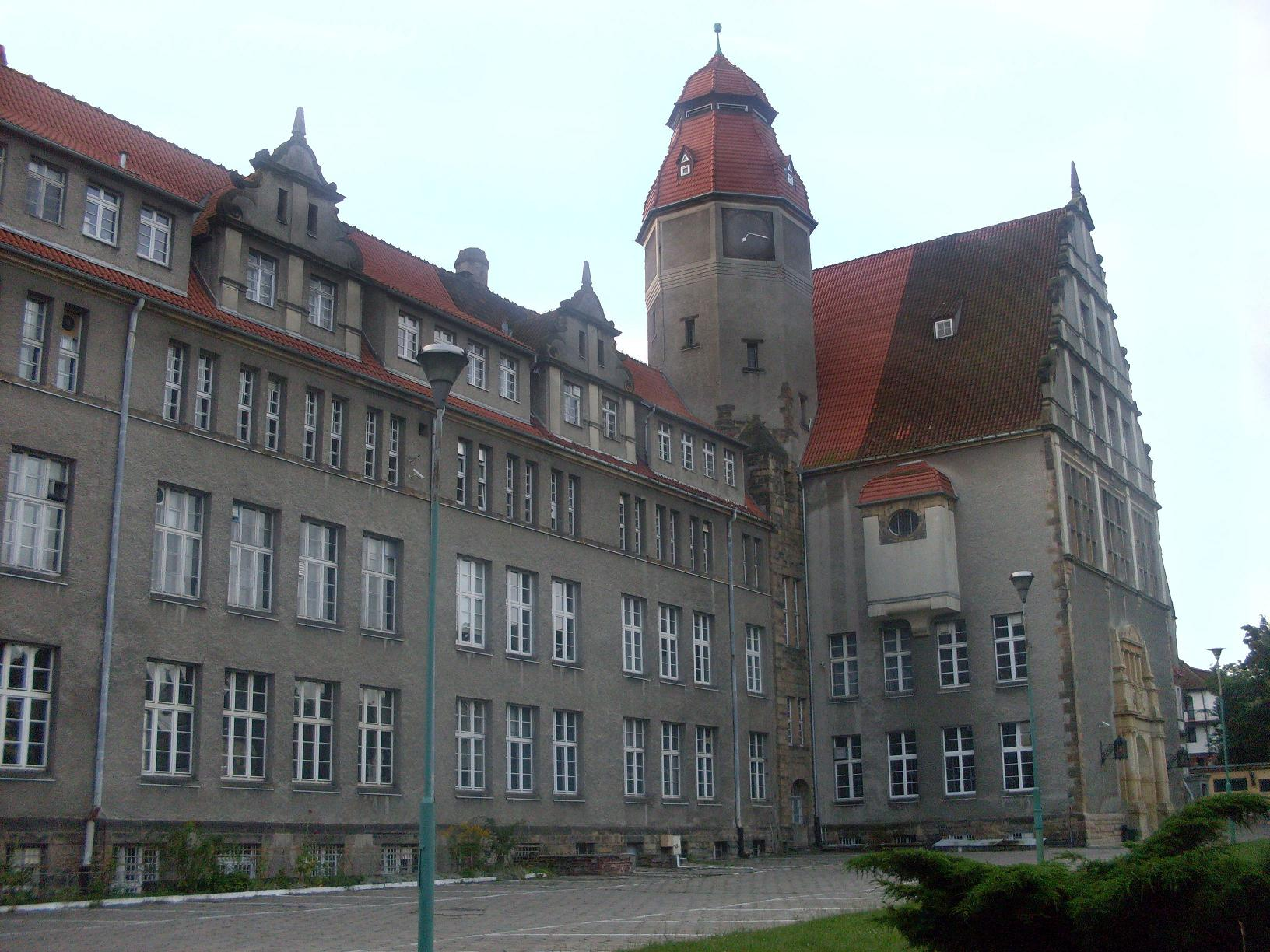
Gmach dawnego Królewskiego Seminarium Nauczycielskiego z 1908 i Wydziału Chemii Uniwersytetu Gdańskiego, obecnie własność Politechniki

Królewska Dolina (łac. Regia Vallis, niem. Königsthal, kaszb. Królewskô Dolëzna) – małe osiedle w Gdańsku, znajdujące się na obszarze dzielnicy Wrzeszcz, na południowo-wschodnim krańcu "Jaśkowego Lasu". W dawnym budynku zakładu niewidomych (z okresu Wolnego Miasta) znajdowała się katedra Mikrobiologii Akademii Medycznej; w 2016 r. neogotycki budynek sprzedano na potrzeby Niepublicznej Szkoły Podstawowej dla Chłopców "Fregata".
Nazwa osiedla związana jest z pobytem w tym miejscu Jana III Sobieskiego (1677), który gościł w zachowanym do dzisiaj dworze Zachariasza Zappio. Wdzięczny za gościnę król wydał libertację, w której zwolnił majątek z podatków.
Obszar Królewskiej Doliny został przyłączony w granice administracyjne miasta w 1902. Należy do okręgu historycznego Wrzeszcz.
Królewska Dolina znajdowała się na trasie planowanej przez Senat Wolnego Miasta Gdańska linii tramwajowej, łączącej Wrzeszcz (równolegle do ulicy Sobieskiego) z Siedlcami przez Suchanino. Roboty drogowe (szczególnie niwelacja terenu na odcinku Wrzeszcz-Suchanino) osiągnęły bardzo zaawansowany stopień realizacji. Kryzys lat 30. doprowadził do wstrzymania budowy i odłożenia projektu "na później". Prace projektowe nad lokalizacją tu tramwaju wznowiono 90 lat później.